# دینو اسپادتو
دینو اسپادتو (انگلیسی: Dino Spadetto؛ زادهٔ ۲۵ ژانویهٔ ۱۹۵۰) بازیکن فوتبال اهل ایتالیا است.
از باشگاه‌هایی که در آن بازی کرده‌است می‌توان به باشگاه فوتبال اینتر میلان، باشگاه فوتبال پارما، باشگاه فوتبال ونتزیا، باشگاه فوتبال باری، و باشگاه فوتبال سمپدوریا اشاره کرد.